# Campionati del mondo di corsa campestre 1993
Il XXI Campionato mondiale di corsa campestre si è disputato ad Amorebieta-Etxano, in Spagna, il 28 marzo 1993 al Jaureguibarría Course. Vi hanno preso parte 653 atleti in rappresentanza di 54 nazioni. Il titolo maschile è stato vinto da William Sigei mentre quello femminile da Albertina Dias.

## Nazioni partecipanti
Qui sotto sono elencate le nazioni che hanno partecipato a questo campionati (tra parentesi il numero degli atleti per ciascuna nazione):
- Angola (1)
- Argentina (14)
- Australia (15)
- Bielorussia (3)
- Belgio (22)
- Botswana (6)
- Brasile (19)
- Burundi (2)
- Canada (27)
- Rep. Ceca (3)
- Cile (1)
- Colombia (4)
- Danimarca (11)
- Ecuador (13)
- Estonia (2)
- Governo di transizione dell'Etiopia (26)
- Figi (6)
- Finlandia (10)

- Francia (27)
- Germania (11)
- Giappone (24)
- Gran Bretagna (27)
- Hong Kong (2)
- India (18)
- Irlanda (19)
- Islanda (1)
- Israele (2)
- Italia (26)
- Kazakistan (10)
- Kenya (25)
- Lettonia (15)
- Marocco (17)
- Mauritius (3)
- Messico (10)
- Norvegia (5)
- Nuova Zelanda (8)

- Paesi Bassi (15)
- Polonia (6)
- Portogallo (21)
- Romania (10)
- Russia (20)
- Slovacchia (2)
- Spagna (27)
- Stati Uniti (27)
- Sudafrica (26)
- Svezia (5)
- Svizzera (14)
- Tunisia (6)
- Turkmenistan (4)
- Ungheria (15)
- Yemen (8)
- Zaire (1)
- Zambia (4)
- Zimbabwe (7)

## Risultati
I risultati del campionato sono stati:

### Individuale (uomini seniores)
| Pos. | Atleta             | Nazione                             | Tempo (m's") |
| ---- | ------------------ | ----------------------------------- | ------------ |
|      | William Sigei      | Kenya                               | 32'51"       |
|      | Dominic Kirui      | Kenya                               | 32'56"       |
|      | Ismael Kirui       | Kenya                               | 32'59"       |
| 4    | Moses Tanui        | Kenya                               | 33'14"       |
| 5    | Ezequiel Bitok     | Kenya                               | 33'21"       |
| 6    | Khalid Skah        | Marocco                             | 33'22"       |
| 7    | Haile Gebrselassie | Governo di transizione dell'Etiopia | 33'23"       |
| 8    | Addis Abebe        | Governo di transizione dell'Etiopia | 33'29"       |
| 9    | Worku Bikila       | Governo di transizione dell'Etiopia | 33'31"       |
| 10   | Paul Tergat        | Kenya                               | 33'35"       |
| 11   | Brahim Lahlafi     | Marocco                             | 33'36"       |
| 12   | Domingos Castro    | Portogallo                          | 33'43"       |

### Squadre (uomini seniores)
| William Sigei     | 1    |
| Dominic Kirui     | 2    |
| Ismael Kirui      | 3    |
| Moses Tanui       | 4    |
| Ezequiel Bitok    | 5    |
| Paul Tergat       | 10   |
| (Ondoro Osoro)    | (13) |
| (James Kariuki)   | (15) |
| (Anthony Kiprono) | (30) |

| Haile Gebrselassie | 7    |
| Addis Abebe        | 8    |
| Worku Bikila       | 9    |
| Fita Bayissa       | 16   |
| Abraham Assefa     | 19   |
| Kidane Gebrmichael | 23   |
| (Fekadu Degefu)    | (28) |
| (Nigousse Urge)    | (42) |
| (Ayele Mezegebu)   | (61) |

| Domingos Castro     | 12   |
| Paulo Guerra        | 21   |
| Carlos Monteiro     | 22   |
| Joaquim Pinheiro    | 25   |
| João Junqueira      | 41   |
| Carlos Patrício     | 46   |
| (José Regalo)       | (57) |
| (Eduardo Henriques) | (89) |

- Nota: gli atleti tra parentesi non hanno concorso al punteggio totale della squadra

### Individuale (uomini under 20)
| Pos. | Atleta             | Nazione                             | Tempo (m's") |
| ---- | ------------------ | ----------------------------------- | ------------ |
|      | Philip Mosima      | Kenya                               | 20'18"       |
|      | Christopher Koskei | Kenya                               | 20'20"       |
|      | Josephat Machuka   | Kenya                               | 20'23"       |
| 4    | Lazarus Nyakeraka  | Kenya                               | 20'23"       |
| 5    | Tegenu Abebe       | Governo di transizione dell'Etiopia | 20'28"       |
| 6    | Habte Jifar        | Governo di transizione dell'Etiopia | 20'50"       |
| 7    | Tibebu Reta        | Governo di transizione dell'Etiopia | 20'50"       |
| 8    | Stanley Kimutai    | Kenya                               | 21'03"       |
| 9    | Geta Tsega         | Governo di transizione dell'Etiopia | 21'04"       |
| 10   | Tolosa Gebre       | Governo di transizione dell'Etiopia | 21'05"       |
| 11   | Salah El Ghazi     | Marocco                             | 21'08"       |
| 12   | Wener Kashayev     | Governo di transizione dell'Etiopia | 21'09"       |

### Squadre (uomini under 20)
| Philip Mosima      | 1   |
| Christopher Koskei | 2   |
| Josephat Machuka   | 3   |
| Lazarus Nyakeraka  | 4   |
| (Stanley Kimutai)  | (8) |

| Tegenu Abebe        | 5    |
| Habte Jifar         | 6    |
| Tibebu Reta         | 7    |
| Geta Tsega          | 9    |
| (Tolosa Gebre)      | (10) |
| (Tekalegne Shewaye) | (17) |

| Salah El Ghazi         | 11   |
| Hicham El Guerrouj     | 15   |
| Abdelmajid El Boubkary | 18   |
| Driss El Himer         | 32   |
| (Mohamed El Hattab)    | (41) |
| (Irba Lakhal)          | (51) |

- Nota: gli atleti tra parentesi non hanno concorso al punteggio totale della squadra

### Individuale (donne seniores)
| Pos. | Atleta              | Nazione       | Tempo (m's") |
| ---- | ------------------- | ------------- | ------------ |
|      | Albertina Dias      | Portogallo    | 20'00"       |
|      | Catherina McKiernan | Irlanda       | 20'09"       |
|      | Lynn Jennings       | Stati Uniti   | 20'09"       |
| 4    | Zola Pieterse       | Sudafrica     | 20'10"       |
| 5    | Liz McColgan        | Gran Bretagna | 20'17"       |
| 6    | Elana Meyer         | Sudafrica     | 20'18"       |
| 7    | Pauline Konga       | Kenya         | 20'19"       |
| 8    | Farida Fatès        | Francia       | 20'20"       |
| 9    | Iulia Negura        | Romania       | 20'20"       |
| 10   | Kazumi Kanbayashi   | Giappone      | 20'23"       |
| 11   | Olga Shurbanova     | Russia        | 20'23"       |
| 12   | Hellen Kimaiyo      | Kenya         | 20'24"       |

### Squadre (donne seniores)
| Pauline Konga    | 7    |
| Hellen Kimaiyo   | 12   |
| Esther Kiplagat  | 16   |
| Jane Ngotho      | 17   |
| (Lydia Cheromei) | (32) |
| (Tegla Loroupe)  | (80) |

| Kazumi Kanbayashi | 10   |
| Tsugumi Fukuyama  | 20   |
| Yumi Osaki        | 27   |
| Kumi Araki        | 36   |
| (Aki Tasaka)      | (37) |
| (Harumi Suzuki)   | (61) |

| Farida Fatès        | 8    |
| Odile Ohier         | 14   |
| Annette Palluy      | 34   |
| Annick Clouvel      | 44   |
| (Maria Rébélo)      | (46) |
| (Marie-Hélène Reix) | (59) |

- Nota: gli atleti tra parentesi non hanno concorso al punteggio totale della squadra

### Individuale (donne under 20)
| Pos. | Atleta            | Nazione                             | Tempo (m's") |
| ---- | ----------------- | ----------------------------------- | ------------ |
|      | Gladys Ondeyo     | Kenya                               | 14'04"       |
|      | Pamela Chepchumba | Kenya                               | 14'09"       |
|      | Sally Barsosio    | Kenya                               | 14'11"       |
| 4    | Helen Kimutai     | Kenya                               | 14'14"       |
| 5    | Susie Power       | Australia                           | 14'18"       |
| 6    | Catherine Kirui   | Kenya                               | 14'29"       |
| 7    | Elena Cosoveanu   | Romania                             | 14'32"       |
| 8    | Akiko Kato        | Giappone                            | 14'34"       |
| 9    | Azumi Miyazaki    | Giappone                            | 14'36"       |
| 10   | Sachiko Nakahito  | Giappone                            | 14'40"       |
| 11   | Gabriela Szabó    | Romania                             | 14'45"       |
| 12   | Alemitu Bekele    | Governo di transizione dell'Etiopia | 14'46"       |

### Squadre (donne under 20)
| Gladys Ondeyo     | 1   |
| Pamela Chepchumba | 2   |
| Sally Barsosio    | 3   |
| Helen Kimutai     | 4   |
| (Catherine Kirui) | (6) |

| Akiko Kato         | 8    |
| Azumi Miyazaki     | 9    |
| Sachiko Nakahito   | 10   |
| Yuko Kubota        | 14   |
| (Yoshiko Imura)    | (16) |
| (Chiemi Takahashi) | (25) |

| Alemitu Bekele      | 12   |
| Askale Bereda       | 13   |
| Yeshi Gebreselassie | 17   |
| Getenesh Tamirat    | 19   |
| (Leila Aman)        | (28) |

- Nota: gli atleti tra parentesi non hanno concorso al punteggio totale della squadra

## Medagliere
Legenda
     Paese ospitante
| Posizione | Paese                                     | Oro | Argento | Bronzo | Totale |
| --------- | ----------------------------------------- | --- | ------- | ------ | ------ |
| 1         | Kenya                                     | 7   | 3       | 3      | 13     |
| 2         | Portogallo                                | 1   | 0       | 1      | 2      |
| 3         | Repubblica Popolare Democratica d'Etiopia | 0   | 2       | 1      | 3      |
| 4         | Giappone                                  | 0   | 2       | 0      | 2      |
| 5         | Irlanda                                   | 0   | 1       | 0      | 1      |
| 6         | Francia                                   | 0   | 0       | 1      | 1      |
| 6         | Marocco                                   | 0   | 0       | 1      | 1      |
| 6         | Stati Uniti                               | 0   | 0       | 1      | 1      |
| Totale    | Totale                                    | 8   | 8       | 8      | 24     |